# Uchtdorf (Rinteln)
Uchtdorf ist ein Stadtteil der niedersächsischen Stadt Rinteln.

## Geographie
Uchtdorf liegt 4 km südlich des Kernbereichs von Rinteln im Naturpark Weserbergland Schaumburg-Hameln.
Durch den Ort fließt die Exter, die weiter nördlich am östlichen Stadtrand von Rinteln in die Weser einmündet.